# Onîșcenkî, Kremenciuk
Onîșcenkî (în ucraineană Онищенки) este un sat în comuna Rokîtne din raionul Kremenciuk, regiunea Poltava, Ucraina.

## Demografie
Componența lingvistică a localității Onîșcenkî
     Ucraineană (90,91%)
     Rusă (9,09%)
Conform recensământului din 2001, majoritatea populației localității Onîșcenkî era vorbitoare de ucraineană (90,91%), existând în minoritate și vorbitori de rusă (9,09%).